# Finasteride
Finasteride is een geneesmiddel dat de werking van het enzym 5-alfa-reductase remt, waardoor de omzetting van testosteron in dihydrotestosteron (DHT) wordt geremd.
Zowel testosteron als DHT hebben androgene of vermannelijkende effecten. Bij deze laatste is het androgene effect echter vele malen sterker. Verminderde omzetting van testosteron naar DHT zal er dus voor zorgen dat er minder androgene effecten zullen optreden.
Finasteride is sinds 1992 internationaal op de markt. Het is op recept verkrijgbaar onder de merknamen Proscar en Propecia.
Het middel vindt toepassing bij prostaatklachten (zonder DHT wordt de prostaat wat kleiner) en in lagere dosering (1/5 tot 1/15) bij mannelijke kaalheid, ofwel alopecia androgenetica. Bij beide aandoeningen dient men finasteride toe om een lagere concentratie DHT te verkrijgen, respectievelijk in de prostaat en de hoofdhuid.
Men veronderstelt dat kaalheid van het mannelijke type veroorzaakt wordt door een combinatie van erfelijke factoren en DHT. Onder invloed van DHT wordt de groeifase van het haar korter en wordt het haar dunner.
Finasteride maskeert het gebruik van anabole steroïden; het is dan ook een middel dat in de sport staat op de lijst van verboden middelen. Zo werd de Braziliaanse voetballer Romario in november 2007 betrapt op gebruik ervan. In december 2007 werd ook de Spaanse wielrenner José Antonio Pecharroman bij een dopingcontrole positief bevonden.

## Medisch gebruik
Finasteride is geïndiceerd voor de behandeling van Benigne Prostaat Hyperplasie (BPH; d.w.z. vergrote prostaat) en voor de behandeling van haaruitval bij mannen (Alopecia Androgenetica).

### Benigne Prostaat Hyperplasie
Benigne prostaathyperplasie (BPH) wordt gekenmerkt door een progressieve vergroting van de prostaat die leidt tot klachten met betrekking tot het plassen. Symptomen die kenmerkend zijn voor BPH zijn het hebben van een zwakke urinetraal en frequent urineren. Het risico op BPH neemt toe naarmate de leeftijd stijgt. Tussen de 60-69 jaar heeft zo’n 10-20% van de mannen er last van, en in de leeftijd van 70-79 jaar stijgt dit naar zo’n 25-35%. Boven de 80 heeft ongeveer de helft van de mannen BPH.
Een behandeling met finasteride verbetert de symptomen van BPH door het prostaatvolume te verminderen en de urinestroom te verbeteren. De veiligheid en effectiviteit van finasteride voor de behandeling van BPH is door meerdere studies bevestigd, waaronder studies van 24 en 36 maanden. Bij het behandelen van BPH wordt finasteride gedoseerd in tabletten van 5mg.

### Alopecia Androgenetica
Alopecia androgenetica (AGA) (haaruitval volgens het mannelijke patroon) is de meest voorkomende vorm van haaruitval bij mannen: circa 30% van de mannen heeft er op 30-jarige leeftijd last van tegenover 50% op 50-jarige leeftijd. De ontwikkeling van AGA wordt in verband gebracht met de aanwezigheid van androgenen - in het bijzonder met dihydrotestosteron (DHT).
Dit blijkt onder andere uit het feit dat Androgenetische Alopecia niet voorkomt bij mannen met een genetisch tekort aan 5α-reductase type 2; een enzym dat verantwoordelijk is voor de omzetting van testosteron in dihydrotestosteron.
Finasteride werkt door het remt selectief 5α-reductase type 2 waardoor testosteron niet kan worden omgezet in dihydrotestosteron. Eén tablet finasteride (1mg) vermindert de serum- en hoofdhuid dihydrotestosteronconcentraties met ongeveer 60% tot 70% en stopt haaruitval bij 70% tot 99% van de mannen.

### Prostaatkanker
Uit onderzoek blijkt dat finasteride het risico op prostaatkanker verlaagt met circa 25%. Dit is onder andere gebleken uit de Prostate Cancer Prevention Trial (PCPT), een onderzoek dat bestond uit 18.882 mannen en plaatsvond tussen oktober 1993 en juni 2003. Finasteride verlaagt het risico op prostaatkanker doordat het de concentratie dihydrotestosteron vermindert; het hormoon waarvan vermoed wordt dat het een belangrijke rol speelt bij het ontstaan van prostaatkanker. Tevens verbetert finasteride ook de detectie van prostaatkanker door onder meer de gevoeligheid van prostaat-specifiek antigeen (PSA) te verhogen.

## Bijwerkingen
Bekende bijwerkingen zijn impotentie (bij 1,1% tot 18,5% van de gebruikers), uitblijven van de ejaculatie (7,2%), verminderd volume van het ejaculaat (0,9% tot 2,8%), verminderd libido (2,5%), gynaecomastie (2,2%), erectiestoornissen (1.3%), ejaculatiestoornissen (1,2%) en pijn in de testikels.

## Gebruik tegen kaalheid bij vrouwen
Binnen de medische beroepsgroep is een controverse ontstaan over het gebruik van dit medicijn tegen kaalheid bij vrouwen. Ondanks dat er geen officiële toestemming is, heeft een Nederlandse dermatoloog drieduizend vrouwen en 35 tienermeisjes het medicijn voorgeschreven, volgens hem met succes. Het gebruik rond en tijdens de zwangerschap is voor de mannelijke foetus gevaarlijk.